# Marc Stroobants
Marc Stroobants (1964) is een Vlaams acteur. Hij studeerde in 1990 af aan de Studio Herman Teirlinck.
Stroobants' bekendste rollen zijn die als inspecteur Rudy Dams in Witse en die als Mark Steyn in Wittekerke. Hij speelde gastrollen in onder meer Samson en Gert (Jan De Werkman), De Kotmadam (Armand), Spoed (Wilfried Pessemier), Café Majestic (Kostas), Recht op Recht (meester Frankie), Matroesjka's (Michel), Flikken (Geert Van Bever), Aspe (Kurt Vervaet), Familie (Dokter Bartholomeus en Erik Verstraeten),  Ghost Rockers (Vince De Leeuw) (2016-2017), Black-Out (Benny Pennemans) (2020) en Thuis (Stefaan Le Grand, 2021-2022).
Hij heeft een relatie met actrice Mieke Laureys en had een zoontje Ziggy. In 2014 overleed Ziggy na een dodehoekongeval met een vrachtwagen.